# Dolichopus vigilans
Dolichopus vigilans är en tvåvingeart som beskrevs av Aldrich 1893. Dolichopus vigilans ingår i släktet Dolichopus och familjen styltflugor. Inga underarter finns listade i Catalogue of Life.